# فرودگاه جت بین‌المللی پورتلند
 فرودگاه جت بین‌المللی پورتلند  (به انگلیسی: Portland International Jetport) یک فرودگاه همگانی بهره‌برداری هوایی با کد یاتا PWM است که یک باند فرود آسفالت دارد و طول باند آن ۲۱۹۵ متر است. این فرودگاه در شهر پورتلند، مین کشور ایالات متحده آمریکا قرار دارد و در ارتفاع ۲۳ متری از سطح دریا واقع شده است.

## شرکت‌های هواپیمایی و مقصدهای پروازی

### مسافری
| شرکت‌های هواپیمایی | مقصدهای پروازی                                                                   | Refs  |
| ----------------- | -------------------------------------------------------------------------------- | ----- |
| امریکن ایرلاینز   | شارلوت داگلاس فصلی: فیلادلفیا                                                    | [ ۱ ] |
| امریکن ایگل       | شارلوت داگلاس، فیلادلفیا، ملی رونالد ریگان واشینگتن                              | [ ۱ ] |
| دلتا ایرلاینز     | هارتسفیلد-جکسون آتلانتا فصلی: متروپولیتن شهرستان وین دیترویت                     | [ ۱ ] |
| دلتا کانکشن       | متروپولیتن شهرستان وین دیترویت، جان اف کندی (آغاز از ۱۰ سپتامبر ۲۰۱۷)، لاگواردیا | [ ۱ ] |
| الیت ایرویز       | هلفکس استانفیلد، ملبورن، ساراستابردنتن                                           | [ ۱ ] |
| جت‌بلو             | جان اف کندی                                                                      | [ ۱ ] |
| ساوت‌وست ایرلاینز  | ثرگود مارشال بالتیمور واشینگتن فصلی: اورلاندو                                    | [ ۱ ] |
| یونایتد ایرلاینز  | فصلی: اوهر شیکاگو                                                                | [ ۱ ] |
| یونایتد اکسپرس    | اوهر شیکاگو، لیبرتی نیوآرک، دالس واشینگتن                                        | [ ۱ ] |

### باری

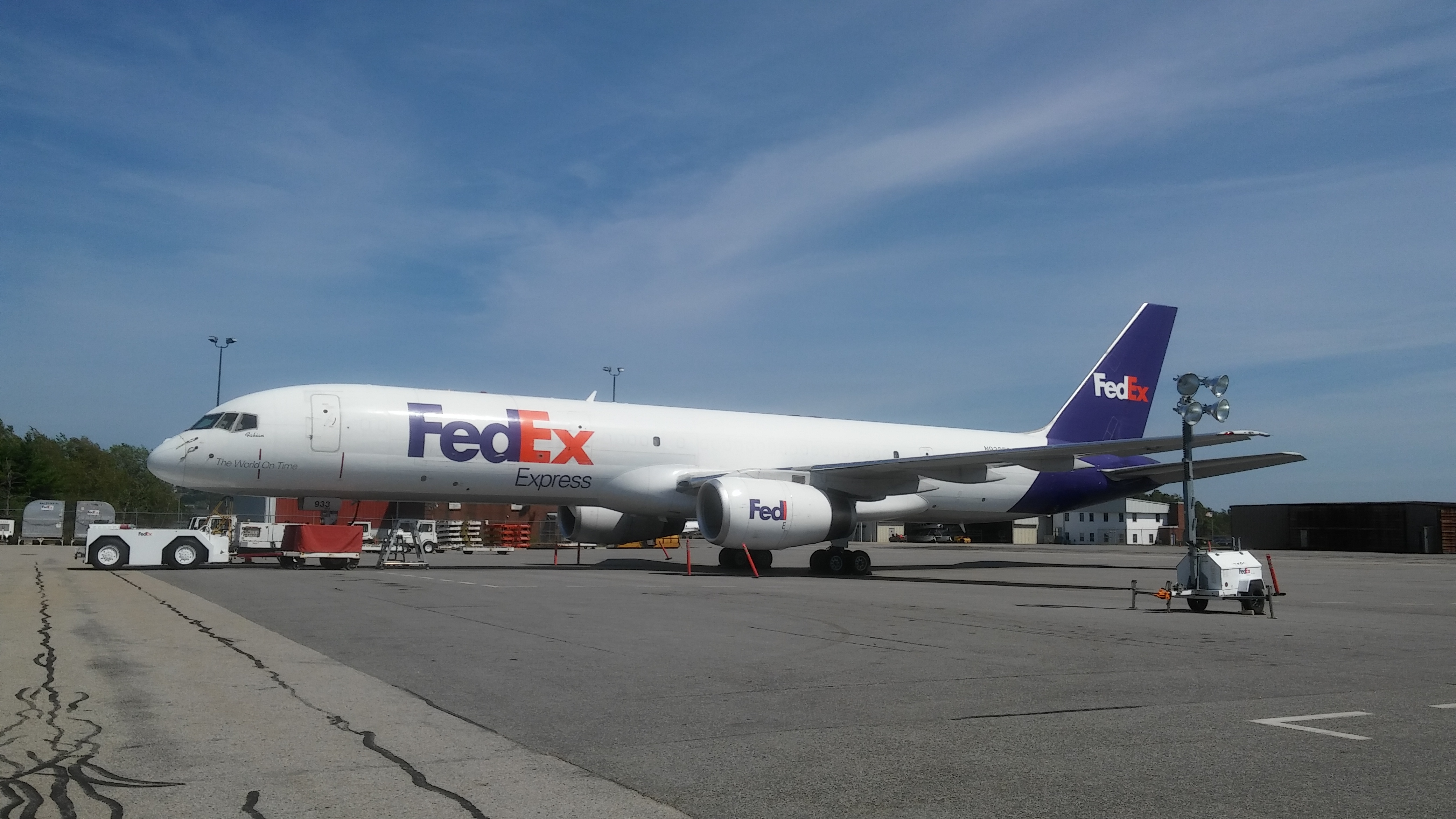
FedEx Express بوئینگ ۷۵۷ at Portland Jetport.

| شرکت‌های هواپیمایی                     | مقصدهای پروازی                                  |
| ------------------------------------- | ----------------------------------------------- |
| فدکس اکسپرس                           | برلینگتون، ممفیس                                |
| فدکس اکسپرس اجرا توسط Wiggins Airways | بنگر، بردلی، منطقه‌ای منچستر-بستون، Presque Isle |